# Justin Doellman
Justin Joseph Doellman (nascut el 3 de febrer de 1985), és un jugador de bàsquet professional estatunidenc, nacionalitzat com a kosovar, de 2,08 m d'alçada que ocupava la posició d'aler pivot. La última temporada en actiu va ser la 2018 amb el Bàsquet Manresa.

## Carrera esportiva
Doellman va disputar diverses temporades a la Universitat de Xavier a la NCAA, on durant 4 temporades va fer de mitjana 10.6 punts i 5.4 rebots. Posteriorment va disputar tres temporades a França (Cholet, Besançon i Orléans).
La temporada 2010/11 va fitxar pel Meridiano Alacant de la lliga ACB, club amb el qual va fer una mitjana de 13.1 punts i 6.2 rebots. La temporada següent va jugar a Catalunya després de signar un contracte amb l'Assignia Manresa.
Després de culminar una gran temporada a Manresa, on va finalitzar com a segon màxim encistellador de la lliga Endesa amb 16,8 punts per partit, a finals de juny de 2012 va arribar a un acord amb el València Basket per vestir els colors del club durant dues temporades.
El 2012, aconseguí el primer lloc en anotació a la competició espanyola amb 595 punts, per davant de Jaycee Carroll, Sergi Llull i Erazem Lorbek.
El 2014, amb el seu club el València Basket va aconseguir guanyar l'Eurocup, la qual permet al club "taronja" disputar l'Eurolliga la temporada 2014-2015, a la final a doble partit davant l'UNICS Kazan, i va ser nomenat MVP de la final després d'una estel·lar actuació.
Gràcies a la seva gran actuació durant tota l'Eurocup, Justin es va guanyar a pols un lloc en el millor quintet d'aquesta competició per segon any consecutiu al costat de DeMarcus Nelson, Andrew Goudelock, Dijon Thompson i Vladimir Golubović. A la lliga ACB 2013-2014, va ser elegit MVP, el primer en la història del València Basket. Les seues bones actuacions amb l'equip valencià li va valdre que el Futbol Club Barcelona Bàsquet es fixara en ell, fitxant-lo en juliol de 2014.
El juny de 2017 el club fa oficial la no continuació de Doellman al club blaugrana. Uns mesos més tard, va fitxar per Anadolu Efes per una temporada.
Al 2018, retorna al Manresa signant un contracte per una temporada amb l'equip de Joan Penyarroya.

## Palmarès i reconeixements

### Palmarès
- Cholet:
  - Semaine des As (2008)
- València:
  - ULEB Eurocup (2014)

### Reconeixements
- Xavier:
  - Blackburn/McCafferty Trophy (2007)
- Assignia Manresa:
  - Jugador del mes de l'ACB (Gener 2012)
- València:
  - 3 x Jugador del mes de l'ACB (Maig 2013, Novembre 2013, Abril 2014)
  - 2× All-Eurocup First Team (2013, 2014)
  - Eurocup Finals MVP (2014)
  - ACB MVP (2014)